# Géraud-Marie Soubrier
Géraud-Marie Soubrier, né à Badailhac (Cantal) le 13 janvier 1826 et mort le 11 août 1899 à Oran, est un évêque catholique français, évêque d'Oran de 1886 à 1898.

## Prêtre
Géraud-Marie Soubrier est né au hameau de Failhès, commune de Badailhac (Cantal) le 13 janvier 1826 d'une famille aisée d'agriculteurs. À 10 ans, il entre sur l'initiative de son oncle, vicaire à Brezons au pensionnat de la même ville. Lorsque celui-ci est supprimé, il termine ses études classiques au collège d'Aurillac puis entre au grand-séminaire de Saint-Flour. Il répond à l'appel du diocèse d'Alger qui manque de prêtres et rejoint celui-ci après son ordination diaconale. En 1848, il est nommé directeur de la Maîtrise de la cathédrale d'Oran.
Il est ordonné prêtre le 7 avril 1849 à Alger par Louis-Antoine-Augustin Pavy et retourne à la cathédrale Saint-Louis d'Oran où il est nommé vicaire alors que la ville subit une importante épidémie de choléra. Il est ensuite nommé curé d'Hussein-Dey, à l'Est d'Alger pendant 4 ans puis curé de la Cité-Bugeaud en novembre 1853. En 1857, il prend en charge la cure de Philippeville.
En juillet 1863, il rejoint à nouveau Alger où lui est confiée la cure de Notre-Dame-des-Victoires. Il est ensuite nommé curé-archiprêtre de la cathédrale Saint-Louis d'Alger en décembre 1872 où il demeure 14 ans. Charles Martial Lavigerie lui témoigne sa confiance en le nommant vicaire général.

## Évêque
Sur l'insistance de Lavigerie, Géraud Soubrier est nommé évêque d'Oran le 10 juin 1886 après une période pendant laquelle les évêques se sont succédé rapidement dans ce diocèse. Il est consacré le 2 octobre 1886 dans la cathédrale d'Alger par le cardinal Lavigerie.
Il arrive dans un diocèse fortement teinté d'anticléricalisme.
Il fait appel aux religieux salésiens de Don-Bosco arrivés en 1891 pour prendre en main l'école-maîtrise de la cathédrale Saint-Louis d'Oran, puis le patronage du faubourg d'Eckmühl dans la banlieue populaire d'Oran. En 1893, les religieuses de ce même ordre (sœurs de Notre-Dame Auxiliatrice) s'installent à Mers-el-Kébir. 
Sentant ses forces décliner, il résigne sa charge le 24 mars 1898 et s'éteint peu après le 11 août 1899.

## Armes
D'azur, au pélican d'argent, sur son aire au naturel, nourrissant ses petits du second émail, au nombre de trois; coupé cousu de gueules à un évêque d'argent priant agenouillé sur une plaine de sinople.